# شهرستان بونی (ویرجینیای غربی)
شهرستان بونی، ویرجینیای غربی (به انگلیسی: Boone County, West Virginia) یک سکونتگاه مسکونی در ایالات متحده آمریکا است که در ویرجینیای غربی واقع شده‌است.

## تاریخ
این شهرستان در سال ۱۸۴۷ با مناطقی که از شهرستان‌های Kanawha, Cabell و Logan ضمیمه شدند، تشکیل شد. این نام برای مرزنشین دانیل بون، که از سال ۱۷۸۹ تا ۱۷۹۵ در دره بزرگ کاناوها زندگی می‌کرد، نامگذاری شد.
در سال ۱۸۶۳، شهرستان‌های ویرجینیای غربی با هدف تشویق دولت محلی به شهرستان‌های مدنی تقسیم شد. این امر در ایالت به شدت روستایی غیرعملی بود و در سال ۱۸۷۲ شهرک‌ها به بخش‌های دولتی تبدیل شدند. شهرستان بون به پنج ناحیه تقسیم شد: کروک، پیتونا، اسکات، شرمن و واشینگتن. بین سال‌های ۱۹۸۰ و ۱۹۹۰، این شهرستان به سه ناحیه مدیریتی تقسیم شد: ناحیه ۱، ناحیه ۲، و ناحیه 3.
در ۱ فوریه ۲۰۰۶، دو حادثه مرگبار معدن در جوامع Uneeda و Wharton در Boone County رخ داد. این دو مرگ با اضافه شدن فاجعه معدن ساگو در ژانویه و فاجعه معدن آلما آراکوما باعث شد، جو مانچین، فرماندار ویرجینیای غربی، تمام معادن ویرجینیای غربی را در یک «مقابله ایمنی معدن» ببندد.

## خصوصیات
شهرستان بونی ۱٬۳۰۲٫۷۷ کیلومترمربع مساحت دارد.